# Molopostola
Molopostola är ett släkte av fjärilar. Molopostola ingår i familjen stävmalar.
Kladogram enligt Catalogue of Life:
| Molopostola | \| \| Molopostola calumnians \| \| \| \| \| \| Molopostola rufitecta \| \| \| \| |
|             | \| \| Molopostola calumnians \| \| \| \| \| \| Molopostola rufitecta \| \| \| \| |
|             | Molopostola calumnians                                                           |
|             |                                                                                  |
|             | Molopostola rufitecta                                                            |
|             |                                                                                  |